# Papiro Oxirrinco 89

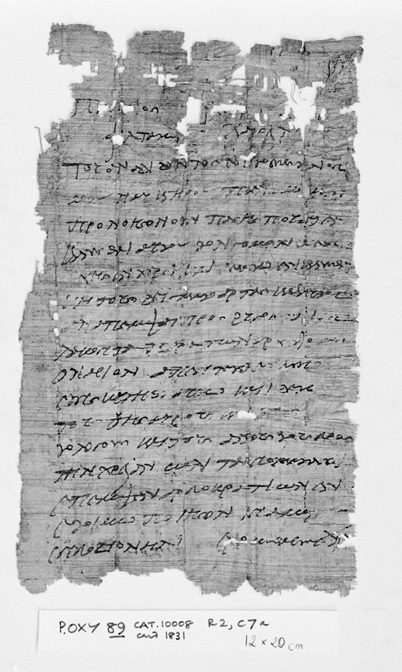
P. Oxy. 89.

El Papiro Oxirrinco 89 también llamado P. Oxy. 89 es un documento sobre un recibo por el pago de trigo, escrito en griego. El manuscrito fue escrito en papiro en forma de una hoja. Se descubrió en Oxirrinco, Egipto. El documento fue escrito el 29 de julio de 140. En la actualidad se conserva en el Museo Egipcio de El Cairo, Egipto.

## Documento
El documento fue escrito por un autor desconocido. Según Bernard Pyne Grenfell y Arthur Surridge Hunt es un documento donde se detalla que Horión, hijo de Sarapión, canceló al granero una porción de trigo de una cosecha durante el tercer año de Antonino.  Las mediciones del fragmento son 200 por 120 mm.
Fue descubierto por Grenfell y Hunt en 1897 en Oxirrinco. El texto fue publicado por Grenfell y Hunt en 1898.